# Marion Forst
Marion Francis Forst (ur. 3 września 1910 w St. Louis w stanie Missouri, zm. 3 czerwca 2007) – amerykański duchowny katolicki, biskup.
Święcenia kapłańskie przyjął 10 czerwca 1934. W styczniu 1960 został mianowany biskupem Dodge City (Kansas), sakrę otrzymał 24 marca 1960 z rąk Charlesa Helmsinga (biskupa Springfield), a diecezję objął 5 kwietnia tegoż roku. Uczestniczył w obradach Soboru Watykańskiego II. W październiku 1976 przeszedł na stanowisko biskupa pomocniczego archidiecezji Kansas City, ze stolicą tytularną Scala. Po osiągnięciu wieku emerytalnego w grudniu 1986 przeszedł w stan spoczynku. We wrześniu 1995 otrzymał biskupią stolicę tytularną Leavenworth.
Od śmierci biskupa Aloysiusa Wycislo w październiku 2005 był najstarszym żyjącym biskupem katolickim w USA.